# 木里茶藨子
木里茶藨子（学名：Ribes moupinense var. muliense）为虎耳草科茶藨子属下的一个变种。

## 扩展阅读
- 維基物種上的相關：木里茶藨子